# Wadim Gennadjewitsch Tarassow
Wadim Gennadjewitsch Tarassow (russisch Вадим Геннадьевич Тарасов; * 31. Dezember 1976 in Ust-Kamenogorsk, Kasachische SSR) ist ein ehemaliger kasachisch-russischer Eishockeytorwart, der seit April 2013 bei  Salawat Julajew Ufa in der Kontinentalen Hockey-Liga als Torwarttrainer arbeitet.

## Karriere

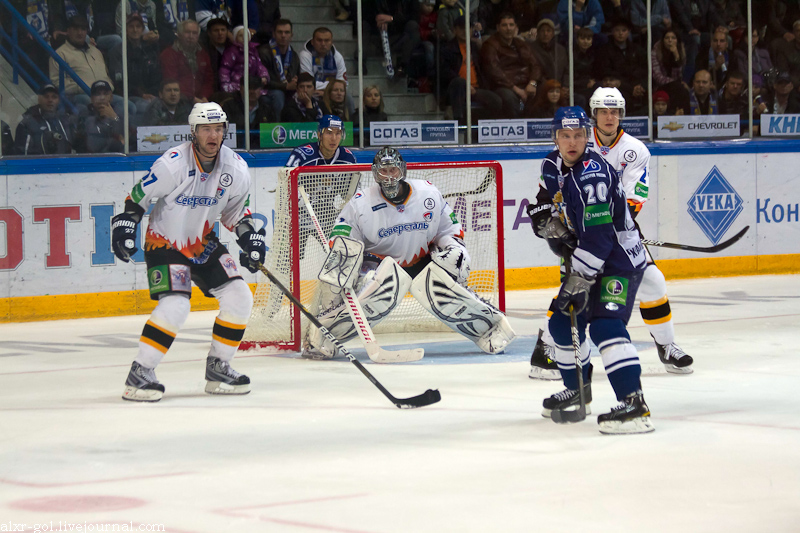
Wadim Tarassow im Tor von Sewerstal Tscherepowez

Wadim Tarassow begann seine Karriere als Eishockeyspieler bei Metallurg Nowokusnezk, für dessen Profimannschaft er von 1997 bis 2001 in der russischen Superliga aktiv war. Dabei wurde er von 1999 bis 2001 drei Mal in Folge als bester Torwart der Liga ausgezeichnet. Nachdem der im NHL Entry Draft 1999 in der siebten Runde als 196. Spieler von den Montréal Canadiens ausgewählt worden war, verbrachte er die Saison 2001/02 bei deren Farmteam Québec Citadelles. Bei diesen konnte sich der Kasache allerdings nicht durchsetzen und bestritt nur 14 Spiele in der American Hockey League. Daher kehrte er nach nur einem Jahr nach Nowokusnezk zurück, für das er bis 2006 spielte.
Zur Saison 2006/07 unterschrieb Tarassow bei Salawat Julajew Ufa, mit dem er 2008 erstmals Russischer Meister wurde. Nach drei Spielzeiten in Ufa unterschrieb er im Sommer 2009 einen Vertrag bei Neftechimik Nischnekamsk aus der Kontinentalen Hockey-Liga. 2010 kehrte er nach Nowokusnezk zurück und absolvierte für Metallurg 28 Einsätze in der KHL, ehe er im Juli 2011 von Sewerstal Tscherepowez verpflichtet wurde. Für Sewerstal absolvierte er in der folgenden Spielzeit 24 Einsätze in der KHL.
Ab Mai 2012 stand Tarassow wieder bei Salawat Julajew Ufa unter Vertrag und absolvierte in der Folge als zweiter Torwart hinter Iiro Tarkki 10 KHL-Partien für den Klub, ehe er am Saisonende seine Karriere beendete und Torhütertrainer des Klubs wurde.

## Erfolge und Auszeichnungen
- 1999 Bester Torwart der Superliga
- 2000 Bester Torwart der Superliga
- 2001 Bester Torwart der Superliga
- 2008 Russischer Meister mit Salawat Julajew Ufa

## KHL-Statistik
(Stand: Ende der Saison 2010/11)